# Santa María Zoquitlán
Santa María Zoquitlán är en kommun i Mexiko.   Den ligger i delstaten Oaxaca, i den sydöstra delen av landet, 400 km sydost om huvudstaden Mexico City.
Följande samhällen finns i Santa María Zoquitlán:
- El Potrero
- Candelaria Yegolé
- Las Casas